# مته جنسن
مته جنسن (انگلیسی: Mette Jensen؛ زادهٔ ۲۸ مهٔ ۱۹۸۷) بازیکن فوتبال اهل دانمارک است.
وی همچنین در تیم ملی فوتبال زنان دانمارک بازی کرده‌است.